# 宮田喜代蔵
宮田 喜代蔵 （みやた きよぞう、1896年1月23日 - 1977年7月7日）は、日本の経済学者。神戸大学名誉教授。元日本学術会議会員。

## 経歴
出生から修学期
1896年、岡山市で生まれた。1914年に金川中学校（現・岡山県立金川高等学校）を卒業し、神戸高等商業学校（現・神戸大学）本科に進んだ。在学中は坂西由蔵に師事した。1918年に卒業。その後は東京商科大学（現・一橋大学）専攻部領事科に進み、1921年に卒業。福田徳三ゼミに所属し、福田ゼミの同期には赤松要、大熊信行、梅田政勝がいた。
経済学研究者として
卒業後は名古屋高等商業学校（現・名古屋大学経済学部）教授となった。1922年から2年間欧州留学を命じられ、イギリス、ドイツ、アメリカに留学。1940年、学位論文『貨幣経済の本質に関する生活経済学的研究』を東京商科大学に提出して経済学博士の学位を取得した。
1941年、神戸商業大学（現・神戸大学）教授に転じた。1950年より日本学術会議会員。1954年からは神戸大学経済学部長を務めた。1959年に神戸大学を退任して名誉教授となった。1977年に死去。死去と同時に叙従三位。

## 受賞・栄典
- 1969年：勲二等瑞宝章を受章[10]。
- 1977年：従三位[11]。

## 研究内容・業績
門下に新野幸次郎元神戸大学学長。

## 著作
著作
- 『経営原理』春陽堂 1931
- 『生活経済研究』日本評論社 1938
- 『貨幣の生活理論：貨幣経済の本質に関する生活経済学的研究』日本評論社 1941
- 『平価切下の理論』黎明書房 1947
- 『インフレーションと平価切下』水谷書房 1948
- 『経営合理化の原理』黎明書房 1949
- 『通貨安定論』理想社 1949
- 『デフレーション』弘文堂 1950
- 『経済原論』同文舘出版 1953年
- 『経済政策原理』勁草書房 1954
- 『企業と国民経済』東洋経済新報社 1957
- 『デミノネーション』日本経済新聞社 1963
- 『第二次大戦後の西独通貨改革』清明会 1967
- 『平価変更の理論と歴史：段階的小幅円切り上げ案』日本経済新聞社 1971